# تاج بهلوي

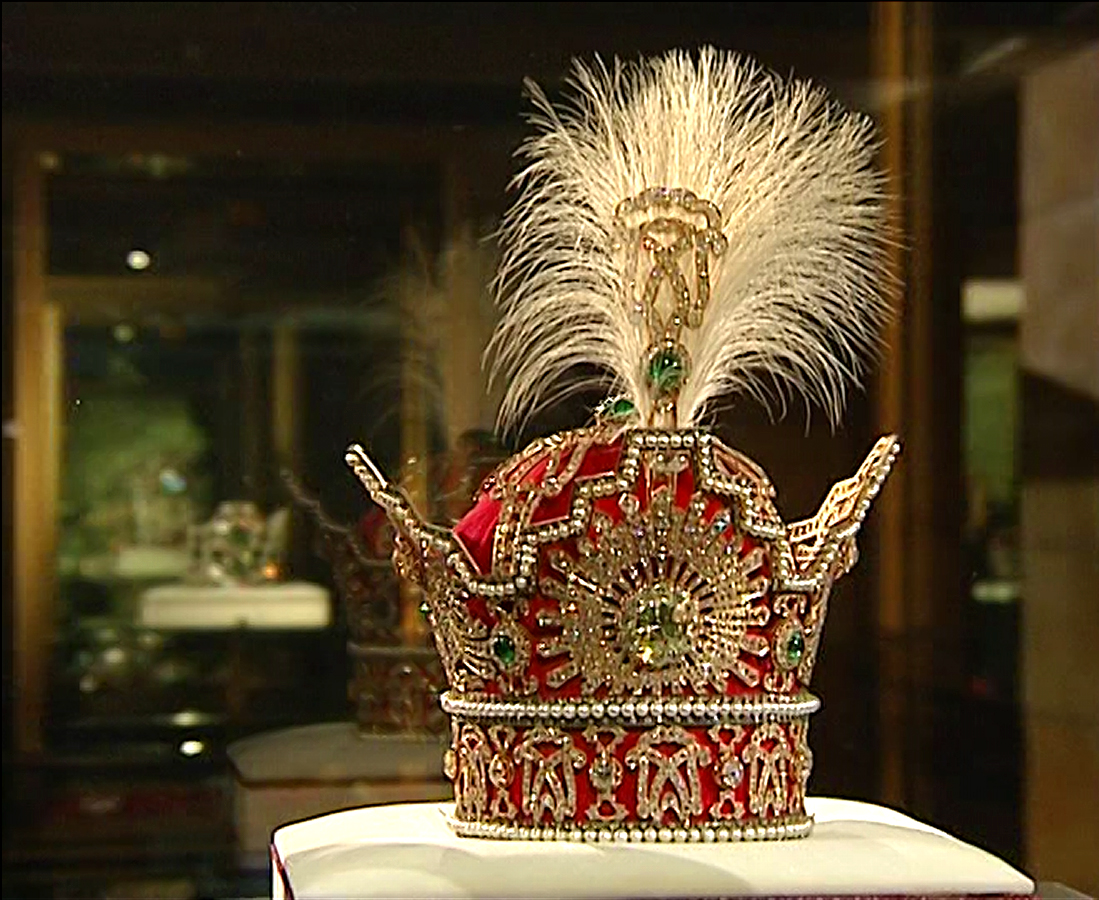
تاج بهلوي ، يظهر في خزينة الجواهر الوطنية

تاج بهلوي ( (بالفارسية: تاج پهلوی) ) هو تاج التتويج المستخدم في عهد البهلوية (1925-1979). وهي من بين مجوهرات التاج الملكي الإيراني التي تحتفض بها الحكومة الإيرانية الحالية.

## خلفية
بعد وصول سلالة بهلوي للحكم في عام 1925، أمر رضا شاه مجموعة من تجار المجوهرات الإيرانيين، تحت إشراف الحاج سراج الدين جواهري ، بابتكار تاج جديد ليحل محل التاج الكياني، الذي استخدمه القاجاريون . استلهم التصميم الجديد من اللوحات والمراجع التاريخية للتيجان المستخدمة خلال الإمبراطورية الساسانية ، التي حكمت بلاد فارس من 224 إلى 651 م.
استخدم التاج لأول مرة لتتويج رضا شاه في 25 أبريل 1926.  تم استخدامه للمرة الأخيرة أثناء تتويج ابنه وخليفته محمد رضا شاه بهلوي في 26 أكتوبر 1967. التاج معروض حاليًا مع بقية مجوهرات التاج الملكي الإيراني في خزينة الجواهر الوطنية في طهران .
على الرغم من أن التاج البهلوي لم يتم تجميعه حتى أوائل القرن العشرين، إلا أن الأحجار المستخدمة في إنتاجه وفقًا للتقاليد، تم اختيارها من بين آلاف الأحجار السائبة الموجودة بالفعل في الخزانة الإمبراطورية الإيرانية.

## تكوين
يتكون إطار التاج من الذهب والفضة والأحمر المخمل. يبلغ ارتفاعه الأقصى 29.8 سم وعرضه 19.8 سم ويزن ما يقرب من 2080 جراما. 3380 ماسة مذهلة بوزن 1,144 قيراط (228.8 غ) تزين التاج. أكبرها الماسة الصفراء اللامعة الموضوعة مركزيا بوزن 60 قيراط (12 غ)
تحتوي الصفوف الثلاثة على 369 لؤلؤة بيضاء طبيعية متطابقة تقريبًا. يحتوي التاج أيضًا على خمسة أحجار زمرد كبيرة ( بإجمالي 200 قيراط (40 غ) ) ، أكبرها يزن حوالي 100 قيراط (20 غ) وتقع في قمة التاج.